# تپه نسروا
تپه نسروا مربوط به هزاره اول قبل از میلاد است و در شهرستان دامغان، روستای چهارده واقع شده و این اثر در تاریخ ۱۸ آبان ۱۳۷۸ با شمارهٔ ثبت ۲۴۸۴ به‌عنوان یکی از آثار ملی ایران به ثبت رسیده است.